# Twillingate
Twillingate är en ort i Kanada.   Den ligger i provinsen Newfoundland och Labrador, i den östra delen av landet, 1 600 km öster om huvudstaden Ottawa. Twillingate ligger 3 meter över havet och antalet invånare är 2 269.
Terrängen runt Twillingate är platt. Havet är nära Twillingate åt nordväst. Trakten är glest befolkad. Twillingate är det största samhället i trakten. 